# Переклади Біблії Рафаїла Турконяка
Ієромонах Рафаїл Турконяк здійснив три різні переклади Біблії на українську мову: один з церковнослов'янської (Острозьку Біблію); та під егідою Українського Біблійного Товариства ще два переклади (з грецької та з давньоєврейської). Останні два здійснені групою під керівництвом о. Рафаїла Турконяка.
Новий Заповіт був виданий Українським Біблійним Товариством у 1997 році.
Переклад Старого Заповіту з грецької мови здійснений повністю. 
Острозька Біблія в перекладі українською вийшла в 2006 році в одній книзі з паралельним набірним церковнослов'янським текстом.
Після завершення і опрацювання перекладу Біблії з грецької мови Українське Біблійне Товариство її видало 2011 року. 
В кінці 2019 року очікувалося видання Біблії у доопрацьованому перекладі з давньоєврейської мови, виконаному представниками різних деномінацій і лінгвістами.  Переклад вийшов друком у 2020 році. Головний редактор видання – Микола Жукалюк.

## Тексти перекладів
- Українська Біблія у перекладі Українського біблійного товариства, 1997 р. на сайті Медиа Глагол
- Книги Святого Письма Старого та Нового заповіту, четвертий повний переклад з давньогрецької мови, 2011 (UTT) на сайті Українського Біблійного Товариства